# Conjunto megalítico da Herdade do Xerez
O Conjunto megalítico da Herdade do Xerez  também conhecido como Cromeleque do Xarez, é um complexo megalítico que se acredita remontar ao 4º ou 5º milênio a.C. Situa-se na freguesia de Monsaraz, no distrito de Évora, perto da fronteira espanhola. Mas o local atual do cromeleque não é o local  de origem devido à construção da Barragem de Alqueva para fins hidroelétricos,  ele foi a partir de 2001 transferido para o local atual perto do Convento da Orada. Este foi o único monumento a ser deslocado, tendo a barragem levado ao desaparecimento de gravuras pré-históricas e do Castelo romano da Lousa. 

## Disposição
Embora tenha muito em comum com os círculos de pedra megalítica, o cromeleque da Xerez é, na verdade, quadrado. Tem havido alguma controvérsia sobre a autenticidade do formato quadrado ou mesmo se é um cromeleque porque quando foram descobertas, as pedras estavam amplamente dispersas devido aos trabalhos agrícolas e um levantamento topográfico inicial identificou apenas 12 pedras que poderiam fazer parte de um cromeleque, embora o traçado atual conta com 55. Como o local original está agora submerso, é improvável que a disputa seja resolvida. Reconhece-se que a forma quadrada resulta unicamente da interpretação de José Pires Gonçalves, médico e arqueólogo amador de Reguengos de Monsaraz, anteriormente responsável pela identificação do vizinho Menir de Outeiro, que identificou as pedras como um cromeleque em 1969, tendo sido avisado da existência da pedra fálica central por dois moradores locais, José Cruz e Leonel Franco.  

## Menires
Os 55 menires são de diferentes tipos de granito de origem local. Tem entre 0,37 e 2,10 metros de altura, com formatos variados (ovoides, levemente achatados, cilíndricos, subquadrados, cónicos ou poliédricos). Originalmente erguidos e colocados em posição por Gonçalves e outros em 1972, estão dispostos em torno de um grande menir fálico, com cerca de 4,50 metros de altura e pesando 7 toneladas. Sete menires, incluindo o central, estão decorados com motivos diversos que apresentam fortes semelhanças com os desenhos identificados noutros monumentos do mesmo tipo na região, como o mais conhecido Cromeleque dos Almendres.

## Escavação de 1998

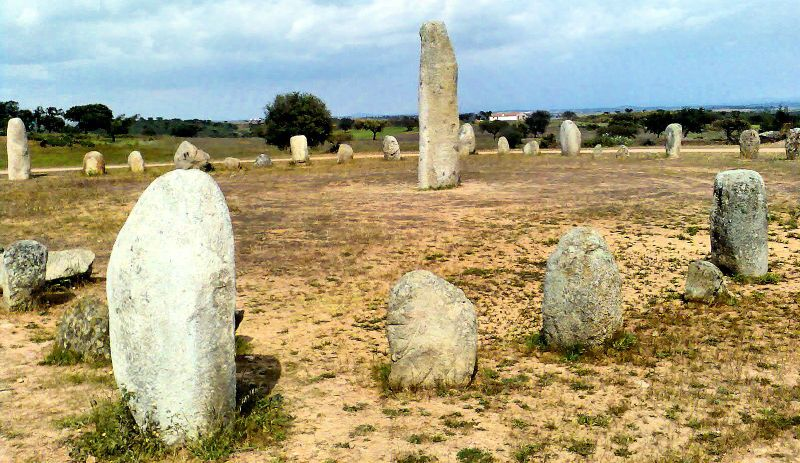
Nova localização

Em 1998, no âmbito dos esforços para mitigar o impacto no património resultante da construção da barragem, Mário Varela Gomes da Universidade Nova de Lisboa escavou o local, identificando um conjunto diversificado de itens altamente fragmentados, incluindo artefactos líticos (trapézios e lascas em sílica, xisto silicioso, quartzo e quartzito), e alguns fragmentos de recipientes cerâmicos, como xícaras decoradas. Na altura, Gomes aparentemente não via razão para contradizer as conclusões de Gonçalves.  A complexidade arquitetónica do sítio, as decorações de alguns dos menires e os materiais arqueológicos recolhidos sugeriram a utilização da área no Paleolítico Superior, uma primeira fase de construção  no Neolítico inicial e médio, com uma redefinição no Neolítico final (incluindo a colocação do menir central). Acredita-se que o complexo tenha sido usado durante todo o Calcolítico.

## Transferência
Em novembro de 2001, três meses após o fecho das comportas da barragem, todo o complexo foi desmontado e as pedras armazenadas por mais de dois anos. A localização atual foi escolhida pela disponibilidade de terrenos governamentais e pelo fato de que também haveria espaço para a construção de um museu de arqueologia planeado, mas ainda não concretizado. A reconstrução do cromeleque foi realizada de 24 a 25 de junho de 2004 para coincidir com o solstício de verão. 